# Świnoujście
Świnoujście (in tedesco Swinemünde, in latino Suenemundum) è una città ed un porto sul Mar Baltico e della laguna di Stettino, situata nel nord-ovest della Polonia, nella Pomerania Occidentale. Ha una superficie di 197.2 km².

## Geografia fisica

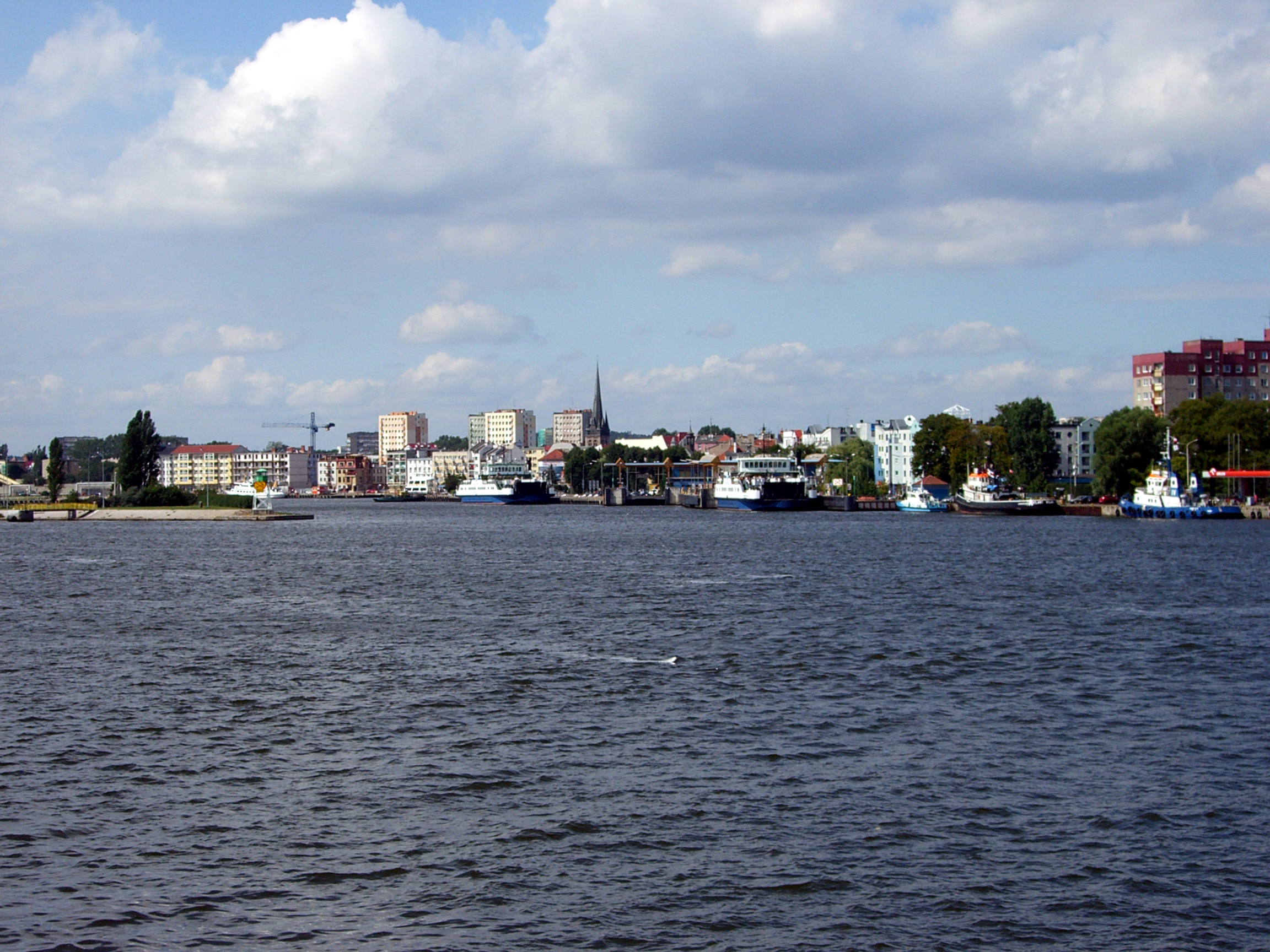
Il mare a Świnoujście

È situata principalmente sulle isole di Usedom e Wolin, ma occupa anche delle isole minori, di cui la più grande è Karsibór, una volta parte di Usedom, creata da un canale scavato nel tardo XIX secolo per facilitare l'accesso navale a Stettino.
È una destinazione popolare tra i turisti e un porto per la pesca nelle coste meridionali del Mar Baltico.

### Quartieri
- Wydrzany
- os. Matejki
- Śródmieście
- os. Posejdon
- Przytór
- Łunowo
- Ognica
- Karsibór
- Dzielnica Nadmorska
- os. Rycerska
- os. Zachodnie

## Storia
Il fiume Świna (in tedesco: Swine) è stato anticamente affiancato dalle frazioni di pescatori chiamati Westswine e Ostswine. Verso l'inizio del XVII secolo è stato reso navigabile per le grandi navi e Swinemünde, che è stata fondata sul sito di Westswine nel 1748, fu fortificata e ricevette privilegi di città da Re Federico II di Prussia nel 1765. La città servì come porto alternativo a Stettino (Szczecin) e fu amministrata nel voivodato della Pomerania.

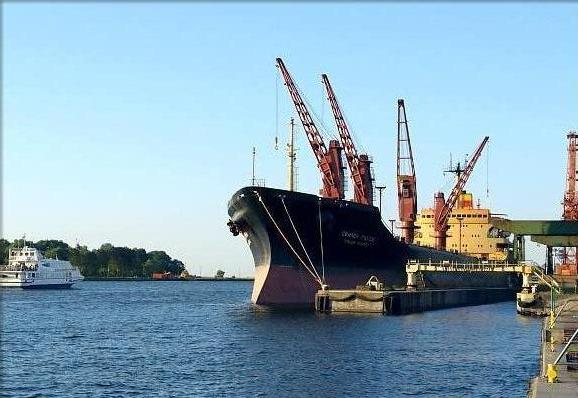
Il porto di Świnoujście

Swinemünde divenne parte dell'Impero tedesco, dopo che il Regno di Prussia completò l'unificazione della Germania nel 1871. La città aveva ampie strade sterrate e case a un piano costruite in stile olandese, che gli davano quasi un aspetto rustico, sebbene le sue industrie, oltre ad alcune dedite alla pesca, fossero attive nella marina mercantile. La foce del fiume, che era l'ingresso del porto, considerato come il miglior porto Prussiano sulla costa Baltica, fu poi protetto da due lunghi frangiflutti curvi e fu abbondantemente fortificato. Sull'isola di Wollin, dall'altro lato dello stretto Swine, fu eretto un grande faro. Nel 1897 il canale della Kaiserfahrt è stato aperto alla navigazione e questa via navigabile tra il porto di Stettino e il Mar Baltico è stata ampliata tra 1900 e il 1901. Da quel momento in poi Stettino poté essere raggiunta direttamente dalle navi, quindi l'importanza di Swinemünde diminuì.
Il 12 marzo 1945 durante la seconda guerra mondiale, Swinemünde fu bombardata pesantemente dall'USAAF e quasi rasa al suolo. Ci furono almeno 23.000 civili morti, soprattutto profughi che fuggivano dalla Prussia Orientale durante la tristemente nota evacuazione e dalle zone circostanti. La portaerei tedesca Graf Zeppelin, non ancora completata, fu autoaffondata nel porto per non farla cadere in mano dell'Armata Rossa avanzante.

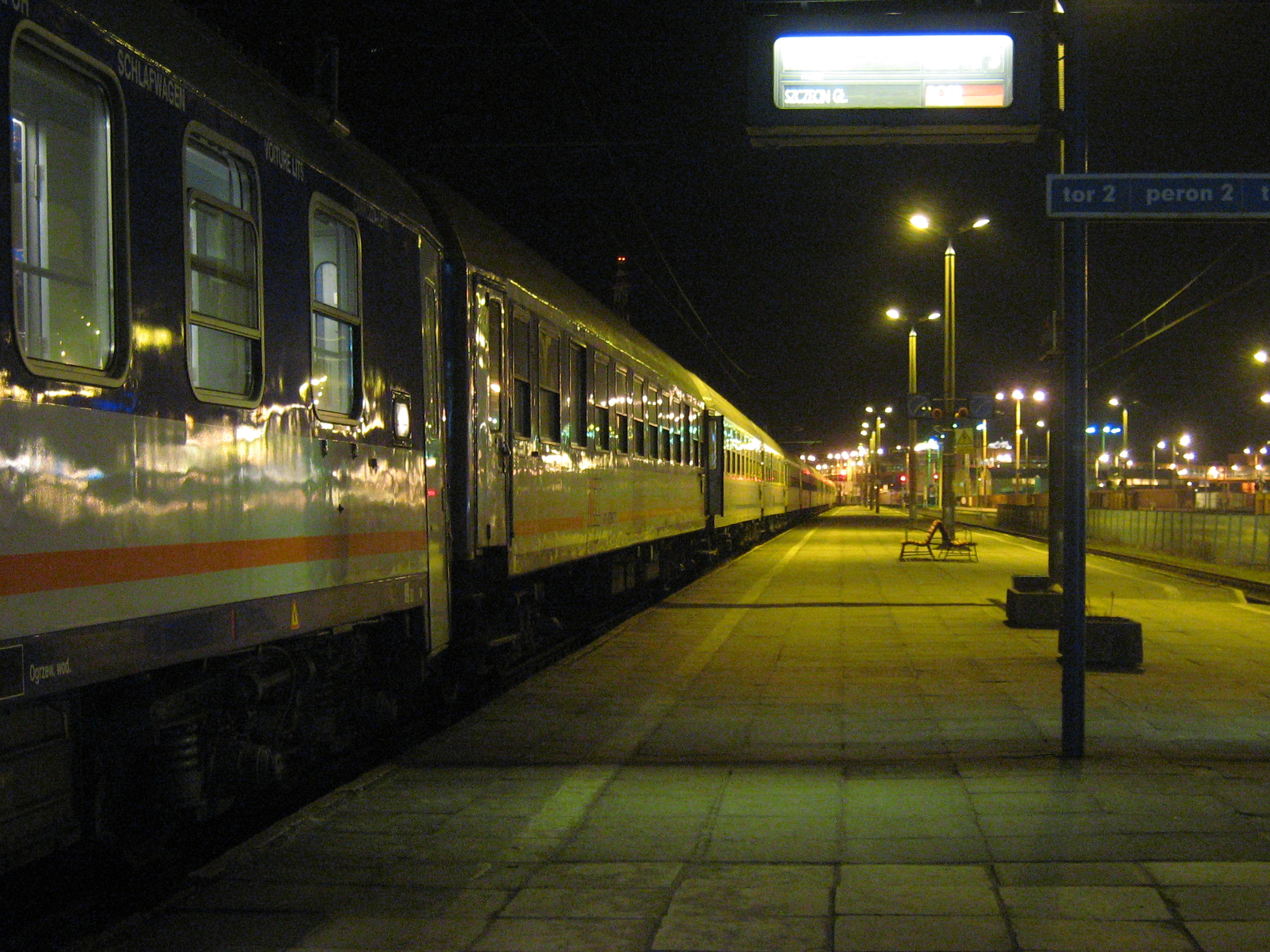
La stazione ferroviaria di Świnoujście

Nel 1945, dopo la fine della guerra, la città è stata posta sotto amministrazione polacca e ufficialmente rinominata Świnoujście. La sua popolazione tedesca fu espulsa e sostituita con polacchi, che erano anche loro rifugiati dalle aree della Polonia annesse dall'Unione Sovietica. Nell'inverno 1945 ex vittime di campi di concentramento tedesco e di repressioni durante la guerra, ora membri delle Forze di Sicurezza Polacche, agirono per vendetta contro abitanti tedeschi, uccidendo 40 civili. Essi furono successivamente condannati per rapina da un tribunale polacco.

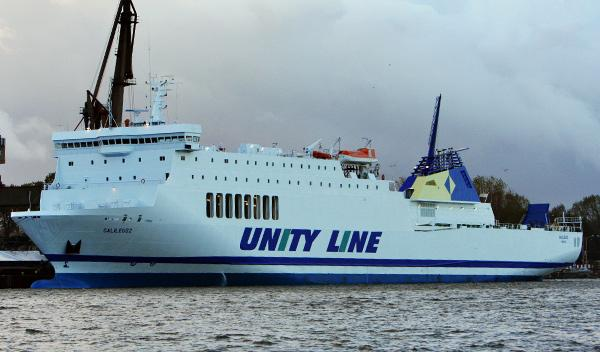
Traghetto per Świnoujście

L'Armata Rossa ha occupato parte della città fino al 1957 e il porto fino al 1990. Oggi Świnoujście ha una situazione geografica molto particolare. Pur facendo parte della Polonia, non ha confini sulla terra ferma con quest'ultima, mentre ha confini terrestri solo con la Germania (oltre a confinare col mar Baltico e il fiume Swine). Nonostante dal 1946 faccia parte della Polonia, il governo polacco non ha mai costruito un ponte che la collegasse al resto della Polonia, e per questo l'unico modo di raggiungere la Polonia è il servizio di traghetti sul fiume Swine, che per ovviare alla situazione è completamente gratuito.

## Amministrazione

### Gemellaggi
- Palmela
- Ystad
- Swietłyj
- Nordenham